# Cantonul Lanester
Cantonul Lanester este un canton din arondismentul Lorient, departamentul Morbihan, regiunea Bretania, Franța.